# ムスカリン受容体拮抗薬
ムスカリン受容体拮抗薬（muscarinic receptor antagonist）または抗ムスカリン薬（anti-muscarinic agent）は、ムスカリン性アセチルコリン受容体（ムスカリン受容体）の活性を阻害する抗コリン薬の一種である。ムスカリン受容体は、副交感神経系の節後線維などでの信号伝達に関与するGタンパク質共役受容体であり、ムスカリン受容体拮抗薬は、この伝達が起こらないように作用する。注目すべきは、ムスカリン受容体拮抗薬が副交感神経系の活性化を抑えることであり、ムスカリン受容体拮抗薬は副交感神経遮断薬とも呼ばれる。副交感神経系の正常な機能は、しばしば「休息と消化」として要約され、心臓の動きを遅くし、消化速度を上げ、気道を狭め、排尿を促し、性的興奮をもたらす。ムスカリン受容体拮抗薬は、この副交感神経の「休息と消化」の反応に対抗し、中枢神経系と末梢神経系の別の場所でも作用する。
ムスカリン拮抗薬は、徐脈、過活動膀胱、喘息やCOPDなどの呼吸器系疾患、パーキンソン病やアルツハイマー病などの神経系疾患などの治療に広く用いられている。また、抗精神病薬や三環系抗うつ薬などの多くの薬剤には、付随的にムスカリン拮抗作用があり、尿閉、口や皮膚の乾燥、便秘などの好ましくない副作用を引き起こす可能性があると言われている。
アセチルコリン（AChと略されることが多い）は神経伝達物質であり、その受容体はシナプスや他の細胞膜に存在するタンパク質である。神経伝達物質の受容体は、主要な神経化学物質に反応するだけでなく、他の様々な分子にも反応する。アセチルコリン受容体は、これに基づいて2つのグループに分類される。
- ムスカリンに反応するムスカリン受容体
- ニコチンに反応するニコチン受容体

ムスカリン受容体拮抗薬の多くは合成化学物質であるが、最もよく使われる抗コリン薬であるスコポラミンとアトロピンはベラドンナアルカロイドであり、ベラドンナ（Atropa belladonna）などの植物から天然に抽出される。イタリア語で「美しい女性」を意味する「ベラドンナ」という名前は、これらのアルカロイドの抗ムスカリン作用の1つである散瞳作用に由来すると考えられている。
ムスカリン拮抗作用とムスカリン作動作用は、お互いにバランスを取りながら恒常性を実現する。
ある種のムスカリン拮抗薬は、最大の効果が得られる時期とその効果が持続する時間によって、長時間作用型ムスカリン受容体拮抗薬（LAMA）と短時間作用型ムスカリン受容体拮抗薬（SAMA）に分類される。

## 歴史
天然の抗ムスカリン薬は、ベラドンナ（ナス科）のアルカロイドに含まれている。ベラドンナはローマ帝国や中世では猛毒として使われていた。ベラドンナという名前は、女性が美容のためにこの植物の実の汁を使って瞳孔を開くことから、美しい女性を意味する。
散瞳作用は、ドイツの化学者フリードリープ・フェルディナント・ルンゲ（1795-1867）によって研究され、その中の有効成分であるアトロピンは、1809年にヴォークランによって初めて発見され、1813年にハインリッヒ・F・G・マインによって初めて単離された。
1850年代、アトロピンは喘息治療における鎮痙薬として、また散瞳作用を持つモルヒネの解毒剤として使用された。ベツォルトとブルーバウムは、1867年にアトロピンが迷走神経刺激による心臓への影響を遮断することを示した。続いて1872年にはハイデンハインが唾液の分泌を減少させる効果を発見した。

## 効果
スコポラミンとアトロピンは末梢神経系に対して同様の作用を示すが、スコポラミンは血液脳関門を通過する能力があるため、アトロピンよりも中枢神経系（CNS）に大きな影響を与える。アトロピンとスコポラミンは、治療用量よりも高い用量で、健忘症、疲労、レム睡眠の減少などを特徴とするCNS抑制を引き起こす。スコポラミン（ヒヨスチン）には制吐作用があるため、乗り物酔いの治療に使用される。
抗ムスカリン薬は、抗パーキンソン病薬としても使用される。パーキンソン病では、脳内のアセチルコリンとドーパミンのバランスが崩れ、アセチルコリンの増加とドーパミン作動性経路（黒質線条体路）の変性が生じる。従って、パーキンソン病では、ドパミン作動性が低下している。神経伝達物質のバランスを整える方法の一つとして、ムスカリン受容体拮抗薬を用いて中枢性コリン作動性を遮断する方法がある。
アトロピンは、心臓のM2受容体に作用し、アセチルコリンの活性に拮抗する。洞房結節に対する迷走神経作用を遮断することにより、頻脈を引き起こす。アセチルコリンは洞房結節を過分極させるが、ムスカリン拮抗薬はこれを克服するため、心拍数を増加させる。アトロピンを筋肉内または皮下注射で投与した場合、初期に徐脈が生じる。これは、アトロピンを筋肉内または皮下に投与すると、シナプス前のM1受容体（自己受容体）に作用するためである。軸索原形質内のアセチルコリンの取り込みが阻害され、シナプス前細胞がより多くのアセチルコリンをシナプス内に放出することで、初期に徐脈が発生する。
房室結節では、静止電位が低下し、伝導が促進される。これは、心電図上でPR間隔の短縮として見られる。頻脈や血管運動中枢への刺激は血圧の上昇を引き起こすが、血管運動中枢のフィードバック制御により、血管拡張による血圧の低下が見られる。
重要なムスカリン拮抗薬としては、アトロピン、ヒヨスチアミン、臭化ブチルスコポラミン、スコポラミン、イプラトロピウム、トロピカミド、シクロペントラート、ピレンゼピンなどが挙げられる。
アセチルコリンは特に気管支平滑筋の収縮を引き起こすことが知られており、臭化イプラトロピウムなどのムスカリン拮抗薬も喘息の治療に有効である。
| 部位             | 効果 |
| 外分泌腺         | - 唾液腺、涙腺、気管支、汗腺の分泌物の抑制 - 口腔乾燥、乾燥肌 - 胃液の分泌は僅かに減少 - 気管支の粘膜繊毛クリアランスが阻害され、残留分泌物が肺に蓄積される |
| 心血管系         | - 頻脈 - 動脈血圧と運動に対する反応に影響なし |
| 眼               | - 散瞳し、光に反応しなくなる - 毛様体筋の弛緩により調節力が麻痺し（毛様体筋麻痺）、近見視力が低下する - 眼圧の上昇                                          |
| 消化管           | - 運動機能の抑制 |
| その他の平滑筋   | - 気管支平滑筋の弛緩 - 胆道・尿路平滑筋の影響は僅かで、尿閉を誘発する可能性がある                                                                           |
| 中枢神経系 (CNS) | - 不穏、焦燥感、見当識障害 |

## 臨床的応用
抗ムスカリン薬は、ムスカリン性コリン作動性受容体を活性化することなくシナプス後に結合する。この薬剤は、アセチルコリンが受容体の活性部位に結合するのを阻止し、効果を発揮する。
| 例                 | 特性                                                                         | 臨床使用 | 注記                                                                                              |
| アトロピン         | - 非選択的拮抗薬 - 良好な経口吸収性 - 中枢神経刺激性（血液脳関門を通過する） | 眼科的検査 - 毛様体筋麻痺と調節力低下による散瞳効果 - 局所使用 手術前投薬 - 唾液の分泌抑制 - 正常心拍維持 近視 - 小児の近視の進行抑制 - 動物実験ではニワトリの網膜でドーパミンとDOPACが増加し、眼球の成長と近視の進行に重要であることが示された 急性症候性徐脈 - 心拍数増加、徴候・症状の改善 - 第一選択薬 - 静脈内投与 | - ベラドンナアルカロイド - 副作用：尿閉、口渇、目の霞みなど                                       |
| グリコピロニウム   | - 第四級アンモニウム化合物 - 血液脳関門を通過しない                          | 多汗症 - 中枢神経系、平滑筋、汗腺の副交感神経の受容体遮断による発汗量減少 |                                                                                                   |
| ジシクロベリン     | - アトロピンに類似                                                           | 腸管疝痛 - 副交感神経と内在性求心性神経（IPAN）の抑制による腸管平滑筋弛緩と痙攣緩和 | - 経口投与または筋肉内注射                                                                        |
| スコポラミン       | - アトロピンに類似 - 中枢神経系抑制性                                        | 乗り物酔い - 小脳や孤束核による嘔吐中枢の活性化抑制による嘔吐防止 - 旅行前に制吐剤として服用 腸管疝痛 - ジシクロベリンに類似 | - ベラドンナアルカロイド - 鎮静作用 - アトロピンに似た副作用 - 乗り物酔いの治療薬ではなく、予防薬 |
| チオトロピウム     | - アトロピンに類似 - 気管支粘膜繊毛クリアランスを阻害しない - 吸収性が悪い   | 気管支喘息、慢性閉塞性肺疾患（COPD) - 気管支平滑筋の弛緩による気道拡張 | - 第四級アンモニウム化合物                                                                        |
| イプラトロピウム   | - アトロピンに類似 - 気管支粘膜繊毛クリアランスを阻害しない - 吸収性が悪い   | 気管支喘息、慢性閉塞性肺疾患（COPD) - 気管支平滑筋の弛緩による気道拡張 | - 第四級アンモニウム化合物                                                                        |
| トロピカミド       | - アトロピンに類似 - 眼圧上昇の虞れ                                          | 眼科的検査 - アトロピンに類似 | - アトロピンに似ているが作用時間が短い                                                            |
| シクロペントラート | - アトロピンに類似 - 眼圧上昇の虞れ                                          | 眼科的検査 - アトロピンに類似 | - アトロピンに似ているが作用時間が短い                                                            |
| ダリフェナシン     | - M3受容体選択的                                                             | 尿失禁 - 膀胱平滑筋の弛緩による排尿抑制 | - 尿失禁に使用 - 副作用が少ない                                                                   |

### 短時間作用型ムスカリン拮抗薬（SAMA）
症状が一過性である慢性閉塞性肺疾患（COPD）の吸入治療薬として、単独または短時間作用型アドレナリンβ2作動薬（SABA）と共に用いられる。
オキシトロピウム、イプラトロピウムなどが該当する。

### 長時間作用型ムスカリン拮抗薬（LAMA）
症状が持続するCOPDや気管支喘息の吸入治療薬として、長時間作用型アドレナリンβ2作動薬（LABA）や吸入ステロイド薬（ICS）と共に用いられる。
アクリジニウム、ウメクリジニウム、グリコピロニウム、チオトロピウムなどが該当する。

## 禁忌

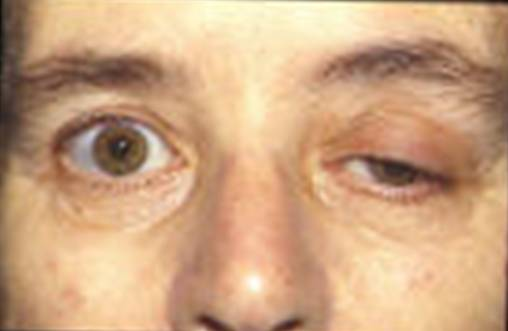
重症筋無力症における眼瞼下垂

ムスカリン拮抗薬に共通の禁忌
- 閉塞隅角緑内障（英語版）
- 膀胱出口閉塞症（英語版）（BOO）
- 重症筋無力症
- 消化管閉塞症
- 中毒性巨大結腸
- 尿閉
- 麻痺性イレウス
- 腸アトニー
- 重度の潰瘍性大腸炎
- 高血圧症（特にM2受容体（英語版）拮抗薬）

## 参考資料
1. ↑  https://www.medpagetoday.com/cardiology/arrhythmias/72859
2. ↑  “Belladonna: MedlinePlus Supplements” (英語). medlineplus.gov. 2020年8月13日閲覧。
3. ↑  Ritter, James (2020). Rang and Dale's pharmacology. R. J. Flower, Graeme Henderson, Yoon Kong Loke, David J. MacEwan, H. P. Rang (9th ed.). Edinburgh. pp. 377. ISBN 978-0-7020-8060-9. OCLC 1081403059
4. 1 2  “Atropine and hyoscine”. Anaesthesia 34 (5):  476–90. (May 1979). doi:10.1111/j.1365-2044.1979.tb06327.x. PMID 382907.
5. ↑  “The Source-Synthesis- History and Use of Atropine 1”. Journal of Academic Emergency Medicine 13 (1):  2–3. (2014-03-25). doi:10.5152/jaem.2014.1120141. ISSN 1305-760X.
6. ↑  Sanagapalli, Santosh; Agnihotri, Kriti; Leong, Rupert; Corte, Crispin John (2017). “Antispasmodic drugs in colonoscopy: A review of their pharmacology, safety and efficacy in improving polyp detection and related outcomes”. Therapeutic Advances in Gastroenterology 10 (1):  101–113. doi:10.1177/1756283X16670076. PMC 5330606. PMID 28286563.
7. ↑  Rang, H. P. (2003). Pharmacology. Edinburgh: Churchill Livingstone. ISBN 0-443-07145-4 Page 147
8. ↑  “Introduction”. Introduction, Medicinal Chemistry. Taylor & Francis. (2019-10-10). pp. 2–3. doi:10.1201/9780429188572-1. ISBN 978-0-429-18857-2
9. ↑  “Preface”. Rang and Dale's Pharmacology (7Th ed.). Elsevier. (2012). pp. xv. doi:10.1016/b978-0-7020-3471-8.00064-0. ISBN 978-0-7020-3471-8
10. 1 2  “Glycopyrrolate”. StatPearls. Treasure Island (FL): StatPearls Publishing. (2021). PMID 30252291 2021年3月5日閲覧。
11. ↑  “Biological Mechanisms of Atropine Control of Myopia”. Eye & Contact Lens 46 (3):  129–135. (May 2020). doi:10.1097/ICL.0000000000000677. PMC 7176345. PMID 31899695.
12. ↑  “Part 7.3: Management of Symptomatic Bradycardia and Tachycardia”. Circulation 112 (24_suppl):  IV–67-IV-77. (2005-11-28). doi:10.1161/circulationaha.105.166558. ISSN 0009-7322.
13. ↑  “COPD診療のエッセンス”.   日本医師会. 2021年11月7日閲覧。
14. ↑  日経メディカル処方薬事典. “長時間作用型抗コリン薬 （吸入LAMA）の解説｜日経メディカル処方薬事典”. 日経メディカル処方薬事典. 2021年11月7日閲覧。